# Eleazar Sukenik
Eleazar Lipa Sukenik est un archéologue israélien du XXe siècle (Białystok, le 12 août 1889 - Jérusalem, le 28 février 1953).

## Biographie
Après son arrivée en Palestine en 1911, Eleazar Sukenik travaille comme instituteur et guide d'excursion. Il prend part à la « guerre des langues » qui éclate en 1913 parmi les activistes sionistes en Palestine.
Au cours de la Première Guerre mondiale, il sert dans l'armée britannique, membre du quarantième bataillon de Fusiliers royaux, devenu célèbre sous le nom de «légion juive».
En plus des fouilles importantes réalisées à Jérusalem, comprenant le «troisième mur», et de nombreux tombeaux et ossuaires, Eleazar Sukenik joue un rôle central dans l'établissement du département d'archéologie de l'Université hébraïque.
En 1945, une grotte est découverte dans le quartier de Talpiot; elle contient des ossuaires affichant entre autres les noms de Jésus, Marie fille de Simon, Simon Barsabbas, Saphire. En 1947, Eleazar Sukenik proposa, au sujet de cette découverte, qu’il pourrait s’agir de la tombe de Jésus parce qu’il pense avoir reconnu le verbe «se lamenter» écrit sur l’«ossuaire de Jésus.» Il suppose que les disciples de Jésus pourraient s’être lamentés après sa mort. Sa proposition, qui n’était qu’une hypothèse, est rejetée par la communauté scientifique.
Eleazar Sukenik identifie, par ailleurs, l'importance des rouleaux de la mer morte et contribue à convaincre l'État israélien de les acheter. En 1948, il publie un article dans lequel il établit un lien entre l'origine des rouleaux et une communauté d'Esséniens. Cette théorie devient l'interprétation la plus communément admise de l'origine des rouleaux. Elle obtient un large consensus parmi ses disciples, même si elle est parfois remise en question par certains chercheurs.
Eleazar Sukenik est le père du militaire, homme politique et archéologue Yigael Yadin, de l'acteur Yossi Yadin, et de Mati Yadin, qui est tué au combat pendant la guerre israélo-arabe de 1948.